# Farrah Destiny Franklin
Farrah Destiny Franklin (née le 3 mai 1981) est une chanteuse, actrice et mannequin américaine, anciennement une membre des Destiny's Child. Après avoir connu la gloire en tant que membre du groupe Destiny's Child, elle devient actrice en jouant dans de nombreux films tels que : Unemployed (2008), Single Black Female (2009), Tamales & Gumbo (2015) & Rated ATL (2016).
En 2015, elle revient avec le single Magic And Makeup.

## Carrière

### 1999-2000: Destiny's Child
En 1999, Farrah Franklin est embauchée pour être figurante dans le clip vidéo des Destiny's Child Bills, Bills, Bills. C'est là qu'elle fit la connaissance des membres du groupe Kelly Rowland et Beyoncé Knowles. À l'époque, elle est dans un jeune groupe de chant intitulé Jane Doe, qui était en train de se dissoudre. En décembre, Mathew Knowles invite Franklin et Michelle Williams à rejoindre Destiny's Child en remplacement des anciennes membres du groupe LaTavia Roberson et LeToya Luckett sans préavis. Les deux sont introduites en février 2000, via le clip vidéo de Say My Name. Franklin tourne et chante avec le groupe, et apparaît également dans le clip vidéo de Jumpin', Jumpin'. Franklin fait les chœurs des remixes de Jumpin', Jumpin', Independent Women Part I (qui ont été demandées à être enlevés avant le lancement de l'album), Dot, et Dance with Me. Farrah enregistre quelques chansons avec Destiny's Child pour la ressortie de leur second album The Writing's on the Wall et est en tournée avec Christina Aguilera.
En juillet, après une période de cinq mois avec Destiny's Child, Franklin est rejetée du groupe; et apprend son licenciement par un journaliste de MTV. Peu après, la membre du groupe Beyoncé Knowles déclare dans une interview que Farrah a manqué trois dates importantes et a exprimé un désintérêt pour continuer avec le groupe, leur laissant pas d'autre choix que de la licencier.

### 2001-2008: Projets solo
Après être partie de Destiny's Child, Franklin commence une carrière solo. Elle signe chez Fo-reel Entertainment en 2002, où elle enregistre une chanson intitulé Get At Me avec Method Man, mais elle est abandonnée plus tard. Elle signe ensuite chez Fabolous Street Label. Elle commence aussi une carrière d'actrice, et joue dans The Brewster Project, pour laquelle elle gagne le prix du meilleur second rôle féminin aux Independent Film Awards. Elle tourne aussi dans un thriller indépendant intitulé Eyes of Darkness, où figure également le rappeur Jayo Felony. Avant de rejoindre Destiny's Child, Franklin avait fait une apparition dans le long-métrage de 1999, Trippin'. Franklin a posé également pour la ligne de vêtements de Russell Simmons, Def Jam University et est en couverture de Teen People, Ebony, Cosmogirl, Vibe, et Today's Black Woman.
Franklin travaille sur un album et achète pour un label. Au début 2007, Farrah apparaît avec d'autres anciennes membres des Destiny's Child dans l'émission spéciale de E! The Boulevard Of Broken Dreams, un documentaire sur la vie dans Destiny's Child et les problèmes qu'elles avaient à faire face. Elle est également présente dans les clips vidéos des Destiny's Child (avec la composition originale de Destiny's Child) et les musiciens Mr. Cheeks, et R.L. Huggar.

### 2009-Présent: Pheenx et carrière solo
Franklin forme un groupe de trois filles appelé, Pheenx. Le groupe se compose de Farrah elle-même, et de deux nouvelles chanteuses, Bethany Grant et Queen. Le groupe poste leur première chanson intitulé Post Boy sur la page Myspace de Farrah. En février 2009, Bethany Grant part de Pheenx quand le public a découvert qu'elle faisait des scènes de sexe hardcore sur internet. Elles sont maintenant en recherche d'un autre membre. Au lieu de continuer le groupe, Franklin continue à travailler sur sa carrière solo et espère sortir son premier album en 2010.
Après la dissolution de Pheenx, Farrah se concentre maintenant sur sa carrière de chanteuse et d'actrice. Farrah tourne dans plusieurs films dont Unemployed (2008), Single Black Female (2009), Tamales & Gumbo (2015) & Rated ATL (2016). Elle possède une compagnie intitulé One Love Company.
En 2015, elle revient avec le single Magic And Makeup.

## Filmographie

### Filmographie
- The Brewster Project (2004) as Maya
- All of Us (série télévisée; épisode: Robert and Neesee Get Real) (2006)
- Tamales and Gumbo (2008)
- Unemployed (2008) as Unemployment Clerk
- Single Black Female (2009) as Karma
- The Preacher's Family (2011) as LaJune Carter
- Tamales And Gumbo (2015)
- Rated ATL (2016) as Ne Ne

## Discographie

### Chansons solo (Miss Farrahalbum)
- Get At Me (avec Method Man)
- More Than A Pretty Face (avec Fabolous)
- Extraordinary Love
- Hurry Please
- Lollipop (avec Sean Paul)
- Billion Dolla Fantasy
- Let You Know
- Candy Girl (avec Erin Bria Wright)
- Heartache
- Stupid Me
- Magic And Make-Up
- Over (avec Mabel)

### Chansons avec Pheenx
- Post Boy
- Sharp Shooter

### Chansons avec Destiny's Child
- Dance With Me
- Jumpin Jumpin (WNBA Remix)
- Jumpin Jumpin (Azza Remix)
- Say My Name (Timbaland Remix)